# Efeito holofote
O efeito holofote é o fenômeno psicológico pelo qual as pessoas tendem a acreditar que estão sendo notadas mais do que realmente estão sendo. Estando constantemente no centro de seu próprio mundo, é incomum uma avaliação precisa do quanto alguém é notado pelos outros. A razão para o efeito holofote é a tendência inata de esquecer que, embora se seja o centro de seu próprio mundo, não é o centro do mundo dos outros. Esta tendência é especialmente proeminente quando se faz algo atípico (gafe, descuido).
Pesquisas têm mostrado empiricamente que essa superestimação drástica do efeito holofote é amplamente comum. Muitos profissionais de psicologia social encorajam as pessoas a estarem conscientes do efeito holofote e a permitir que este fenômeno modere a extensão em que se acredita estar em um holofote social.